# Куартейра
Куартейра (порт. Quarteira) — район (фрегезия) в Португалии, входит в округ Фару. Является составной частью муниципалитета Лоле. По старому административному делению входил в провинцию Алгарве (регион). Входит в экономико-статистический субрегион Алгарве, который входит в Алгарве. Население составляет 16 131 человек на 2001 год. Занимает площадь 37,78 км².

## История
Район основан в 1297 году